# Gent–Wevelgem 2020
82. ročník jednodenního cyklistického závodu Gent–Wevelgem se konal 11. října 2020 v Belgii. Závod dlouhý 238 km vyhrál Dán Mads Pedersen z týmu Trek–Segafredo. Na druhém a třetím místě se umístili Francouz Florian Sénéchal (Deceuninck–Quick-Step) a Matteo Trentin (CCC Team).
Závod se měl původně konat 29. března 2020, ale musel být zrušen kvůli pandemii covidu-19. Nový termín závodu byl určen na 11. října 2020 jako součást nové podzimní jarní klasikářské sezóny, ačkoliv se ve skutečnosti konaly závody pouze v Belgii.

## Týmy
Závodu se zúčastnilo celkem 25 týmů. Všech 19 UCI WorldTeamů bylo pozváno automaticky a muselo se zúčastnit závodu. Společně s šesti UCI ProTeamy tak utvořili startovní peloton složený z 25 týmů. Všechny týmy přijeli se sedmi jezdci kromě týmů Cofidis, Groupama–FDJ a Team Sunweb, které přijely se šesti jezdci, a Movistar Team. Ti přijeli pouze s pěti jezdci. Celkem se na start postavilo 170 jezdců, do cíle dojelo 95 jezdců.

### UCI WorldTeamy
- AG2R La Mondiale
- Astana
- Bahrain–McLaren
- Bora–Hansgrohe
- CCC Team
- Cofidis
- Deceuninck–Quick-Step
- EF Pro Cycling
- Groupama–FDJ
- Ineos Grenadiers
- Israel Start-Up Nation
- Lotto–Soudal
- Mitchelton–Scott
- Movistar Team
- NTT Pro Cycling
- Team Jumbo–Visma
- Team Sunweb
- Trek–Segafredo
- UAE Team Emirates

### UCI ProTeamy
- Alpecin–Fenix
- B&B Hotels–Vital Concept
- Bingoal–Wallonie Bruxelles
- Circus–Wanty Gobert
- Sport Vlaanderen–Baloise
- Total Direct Énergie

## Výsledky
| Pořadí | Jezdec                     | Tým                   | Čas        |
| ------ | -------------------------- | --------------------- | ---------- |
| 1      | Mads Pedersen (DEN)        | Trek–Segafredo        | 5h 19' 20" |
| 2      | Florian Sénéchal (FRA)     | Deceuninck–Quick-Step | + 0"       |
| 3      | Matteo Trentin (ITA)       | CCC Team              | + 0"       |
| 4      | Alberto Bettiol (ITA)      | EF Pro Cycling        | + 1"       |
| 5      | Stefan Küng (SUI)          | Groupama–FDJ          | + 3"       |
| 6      | John Degenkolb (GER)       | Lotto–Soudal          | + 4"       |
| 7      | Yves Lampaert (BEL)        | Deceuninck–Quick-Step | + 4"       |
| 8      | Wout van Aert (BEL)        | Team Jumbo–Visma      | + 7"       |
| 9      | Mathieu van der Poel (NED) | Alpecin–Fenix         | + 8"       |
| 10     | Dylan Teuns (BEL)          | Bahrain–McLaren       | + 1' 40"   |